# Pak
Pak e uma abreviação do alemão Panzer-abwehr-Kanone (canhão anti-tanque), eles foram os principais canhões anti-tanque na segunda guerra mundial.

## Pak 50mm
Com grande efeito este canhão versatil se tornou padrão da waffen, podendo até penetrar 150mm na blindagem inimiga em um tiro de sorte, foi a versão mais eficiente produzida de paks alemães, era considerada uma ótima peça.

## Pak 44 128mm
Com o aumento da capacidade de disparo das potências aliadas, a Alemanha solicitou novamente à Krupp e à Rheinmetall um canhão de maior calibre. Dois projetos foram apresentados, ambos desenharam um canhão de 128mm (5,03 pol), possuindo assim a mesma característica balística, mas as carretas eram diferentes.
O da Krupp usava um reparo de quatro rodas e quatro pés, muito semelhante a um canhão antiaéreo. O da Rheinmetall também tinha quatro pés, mas usava seis rodas, quatro em um vagão de plataforma e duas em um canhão removível.
Demonstraram porém, não serem práticos, pois, devido ao seu peso e tamanho eram muito difícil de manejar no campo de batalha.

## Pak 43-41 88mm
Desenvolvido a partir do famoso "88" ele tinha um poderoso canhão capaz de penetrar ate 200 mm de blindagem, apesar de mais leve que seu antecessor (o "88") esse canhão continuava grande, pesado e pouco móvel para ser empregado na blitzkrieg.
Apelidado pelos atiradores de Scheunentor (porta de celeiro), devido as características acima (pesado e de pouca mobilidade), porém era bem aceito pois atendia a necessidade atual. O PaK 43 original, usava um complexo similar ao dos canhões antiaéreos, mas sua fabricação era difícil e demorada.
Por esta razão foi criada uma versão mais eficaz e de baixo custo, utilizando as rodas do obuseiro SFH18 de 15cm(5,9 pol) e as flechas do obuseiro de campanha LeFH18 de 105mm (4,13pol).
Esta modificação resultou em um modelo muito eficaz. Um documento do tempo de guerra, relata que um disparo contra um tanque T-34, a 500m (546yd) de distância, arrancou o motor e a torre, outro registro relata a neutralização de seis T-34 a 3.500m (3.838yd) de distância.

## Pak 40 75mm

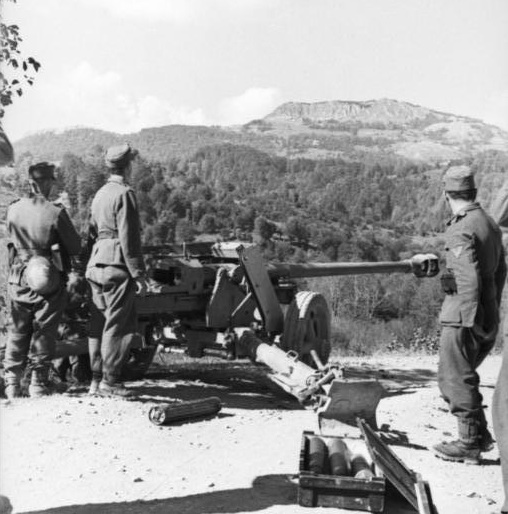
Pak 40- Albânia 1943

Desenvolvido como resposta aos tanques mais pesados, esse canhão é uma aprimoração do pak 50mm, porém não alcançou tamanha eficiência custo-benefício, mas mesmo assim era um canhão formidável, capaz de penetrar 174mm de blindagem.
Em 1940, prevendo tanques maiores para o futuro, o Exército Alemão encomendou um canhão antitanque pesado à Krupp e à Rheinmetall. O Pak 40 de 75mm (2,95pol) foi o projeto apresentado pela Rheinmetall, que nada mais era que o modelo aumentado do Pak 39, com um reparo biflecha e um escudo duplo. Tornou-se o canhão anti-tanque padrão até o final da Segunda Guerra Mundial.
Quando a guerra acabou, muitas destas unidades foram capturadas e usadas por exércitos europeus que precisavam se reequipar. Muitos foram abandonados durante a retirada da Frente Russa, pois ficavam atolados e devido ao seu peso era muito difícil retirá-los.

## Pak 38 50mm

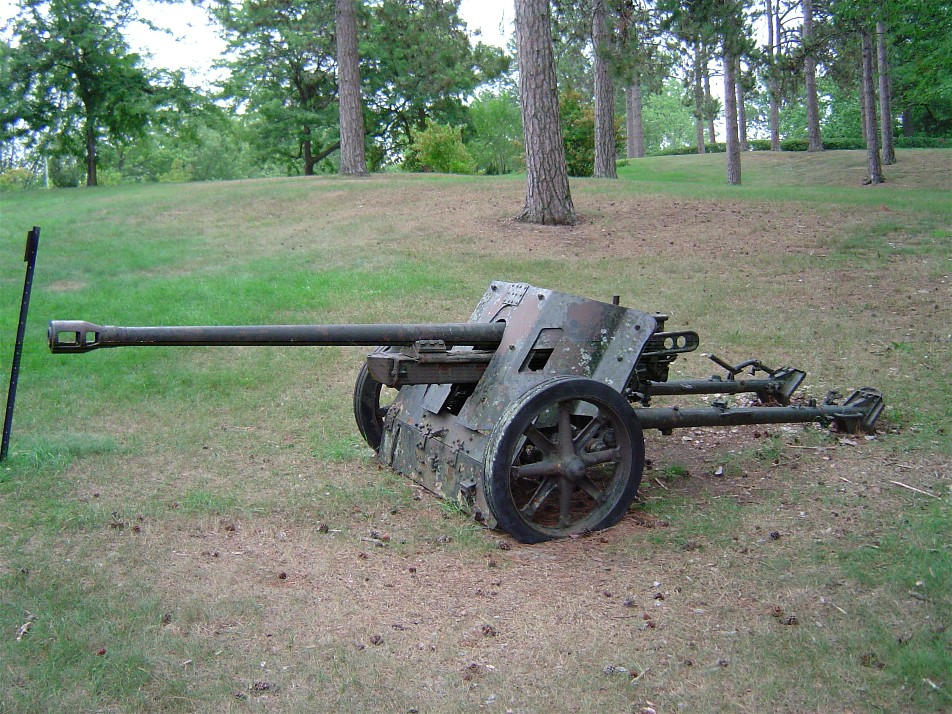
Pak 38 - 50mm

Este foi o primeiro canhão antitanque a sair da categoria de canhão leve- operado e empurrado por dois homens- e entrar na de artilharia de tamanho normal, precisando de sete homens e um trator.
Surgiu em 1940, após o fim da Campanha da França. Usando um projétil perfurante com núcleo de tungstênio, logo provou ser capaz de fazer frente a qualquer tanque aliado. Embora o uso de tungstênio tenha cessado em 1942, ele continuou em operação até o final da guerra. Foi Considerado um canhão bastante dinâmico, possibilitando a utilização de granadas com alto teor explosivo, chegou a ser utilizado sobre lagartas e a bordo  de aviões caça-tanques  no Front Oriental.

## Pak 35/36 37mm

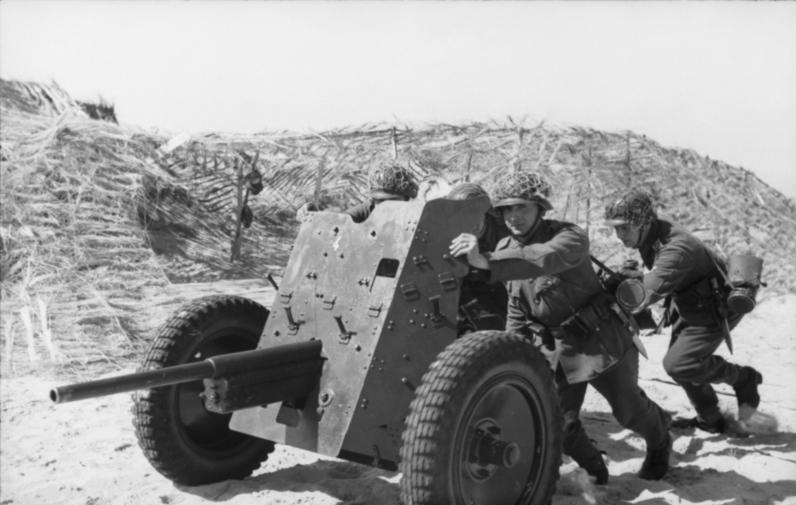
Pak 35 - 37mm

Pak pequena e maleavel. Era usado em grupos de caçadores de tanque, podendo perfurar 60mm. Este pequeno pak era operado por apenas 2 soldados e era muito fácil de camuflar.
Era considerado o modelo anti-tanque padrão da Alemanha, quando estourou a Segunda Guerra Mundial, tendo sido copiado por vários países. Desenvolvido pela Rheinmetall, foi testado pela primeira vez na Guerra Civil Espanhola, em 1937-38, e foi vendido em grande quantidade para a Rússia antes de 1940.
Com o surgimento de tanques mais pesados, ele acabou se mostrando não tão eficaz, mas teve sua vida útil prolongada durante a guerra, por ter sido possível adaptar uma pesada bomba de carga explosiva dirigida, que podia ser carregada pela boca e disparada por um cartucho sem carga, com um efeito devastador a curta distância.

## Versões
| Modelo    | Calibre                   | Peso     | Cano   | Elevação       | Cont | Projétil                                                       | Vel. Inic.        | Alcance Efet  | Penetração                |
| --------- | ------------------------- | -------- | ------ | -------------- | ---- | -------------------------------------------------------------- | ----------------- | ------------- | ------------------------- |
| Pak 35    | 37mm(1,49pol)             | 432kg    | 1,665m | -5º a +25º     | 60º  | Perfur./alto explosivo , 680gr                                 | 762 m/s           | 600m          | 48/500/90º                |
| Pak 38    | 50mm(1,99pol)             | 986kg    | 3,187m | -8º a +27º     | 65º  | .Perfuf./alta veloc./ 850gr; . .Perfur./alto explosivo/2,25kg  | 1.198 ms/ 823 m/s | 2.500m        | 120/500/90º 78/500/90º    |
| Pak 40    | 75mm(2,95pol)             | 1.425kg  | 3,702m | -5º a +22º     | 65º  | .Perfuf./alta veloc./ 3,187kg; .Perfur./alto explosivo/6,8kg   | 990 m/s 792 m/s   | 2.000m 7.600m | 154/500/90º 132/500/90º   |
| Pak 41    | 75-55mm (2,95pol-2,16pol) | 1.356kg  | 4,32m  | -12,5º a + 16º | 60º  | .Perf Blind alta veloc /2,59kg                                 | 1.125 m/s         | 2.000m        | 209/500/90º 177/1000/90º  |
| Pak 43/41 | 88mm(3,46pol)             | 4.380kg  | 6,61m  | -5º a +38º     | 56º  | .Perf Blind alta veloc /7,30kg .Perfur./alto explosivo/10,40kg | 1.130m/s 1.000m/s | 4.000m        | 241/1000/90º 190/1000/90º |
| Pak 44    | 128mm(5,03pol)            | 10.160kg | 7,023m | -8º a +45º     | 360º | .Perfur./alto explosivo/28,30kg                                | 1.000m/s          | 3.500m        | 200/2000/90º              |